# Estret de Bering
L'estret de Bering (en anglès Bering Strait, en rus Берингов пролив, Béringov proliv) és el pas marí situat entre el cap Dejniov, l'extrem oriental d'Àsia, i el cap Príncep de Gal·les, el punt més occidental d'Amèrica; és a dir, separa Sibèria d'Alaska, Rússia dels Estats Units i Amèrica d'Àsia
La seva amplada és d'uns 85 km i una profunditat d'entre 30 i 50 metres. Connecta el mar dels Txuktxis (part de l'oceà Àrtic), al nord, amb el mar de Bering (part de l'oceà Pacífic), al sud. Al mig de l'estret hi ha les Illes Diomedes.
Rep el seu nom de l'explorador rus, d'origen danès, Vitus Bering, que fou el primer a travessar-lo, el 1728.
Sol estar col·lapsat pel gel bona part de l'any. Es creu que el poblament humà d'Amèrica va arribar-hi a través de l'estret, durant la darrera època glacial.
Fa temps que es parla de la possibilitat de construir un pont (l'anomenat Pont Intercontinental de la Pau) o un túnel submarí que uneixi Sibèria i Alaska a través de l'estret.

## Geografia
L'estret de Bering té uns 85 km d'amplada en el punt més estret, amb una profunditat que varia entre 30 i els 50 metres. Connecta la Mar dels Txuktxis i (part de l'oceà Àrtic) al nord amb el mar de Bering (part de l'oceà Pacífic) cap al sud.
La línia internacional de canvi de data discorre equidistant entre les Illes Diomedes, a una distància d'1,6 km, deixant les parts russa i estatunidenca en diferents dies, amb el cap Dejniov 21 hores abans de la part estatunidenca (20 hores durant l'horari d'estiu).

## Història

### Des de l'antiguitat fins alseglexix
Fa 20.000 anys, el nivell del mar a l'estret de Bering era 100 m més baix que avui. Durant l'última edat glacial, el nivell del mar era prou baix per a permetre el pas a peu entre Àsia i Amèrica del Nord a la ubicació de l'actual estret de Bering. Anomenat avui Beríngia, aquest camí l'haurien pres els primers homes que van poblar el continent americà. Fa uns 12.000 anys, les tribus siberianes van creuar així l'estret per anar a poblar Amèrica, així com diverses espècies animals, com el bisó americà, originari del sud d'Àsia. Situat a la mateixa latitud que Islàndia, la zona de l'estret es caracteritza per temperatures extremadament baixes (fins a −50 °C) i forts vents.
El 1648, el cosac Semion Dejniov va baixar pel riu Kolyma amb set vaixells, va entrar a l'oceà Àrtic, després va creuar l'estret amb tres d'ells i va tornar a les costes russes via el Pacífic. Tanmateix, el seu informe d'aquesta expedició va passar desapercebut i no va ser redescobert fins al 1736.
A petició de Pere I de Rússia, el danès Vitus Bering va ser el responsable de determinar si Alaska i Sibèria estan connectats entre si. Es va embarcar en un vaixell construït a Kamtxatka i va creuar l'estret l'estiu de 1728. Va intentar una nova expedició a la regió el 1741, va desembarcar en sòl nord-americà, però va sucumbir al seu retorn en una petita illa on el seu vaixell va encallar, i que ara porta el seu nom.
La línia internacional passa pel mig de l'estret des de la compra d'Alaska, abans part de l'Imperi Rus, pels Estats Units el 1867.

### Guerra Freda: la frontera de la «cortina de gel»

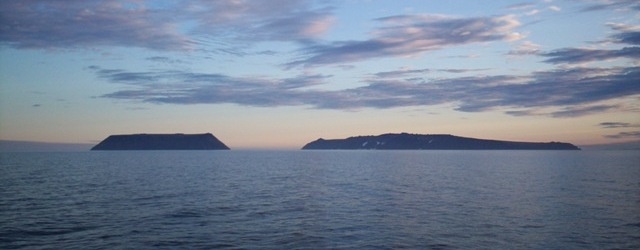
La petita Diomedes (Estats Units, a l'esquerre) i la gran Diomedes (Unió soviètica, Rússia després, a la dreta): la frontera de la «cortina de gel ».

Durant la Guerra Freda, l'estret de Bering va formar la frontera entre els Estats Units i la Unió Soviètica. La gran Diomedes, aleshores a l'URSS, es troba a només tres quilòmetres de la petita Diomedes, als Estats Units. Tradicionalment, els pobles indígenes de la regió travessen sovint la frontera per visitar els seus familiars, participar en festes de temporada o per al comerç tradicional. Aquests encreuaments van ser prohibits durant la Guerra Freda.
La frontera va adquirir així el malnom de «cortina de gel», referint-se, per descomptat, al «Teló d'acer». El 7 d'agost de 1987, la nedadora estatunidenca Lynne Cox va contribuir simbòlicament a alleujar les tensions estatunidenco-soviètiques en travessar nedant la frontera; va ser felicitada conjuntament per Ronald Reagan i Mikhaïl Gorbatxov en una entrevista a Washington.

## Població
La zona està poc poblada.
L'àrea en el veïnatge immediat del costat d'Alaska pertany a l'Àrea de Censos de Nome, la llar de 9.000 habitants. No hi ha camins des de l'estret a les principals ciutats d'Alaska, amb només uns pocs al voltant de Nome.
La costa russa pertany a Txukotka. Providénia (4.500 persones) i Txukotski (5.200 persones) es troben al llarg de l'estret.
Les Illes Diomedes es troben a mitjan camí de l'estret. El poble de Little Diomede té una escola que pertany a l'escola de l'estret de Bering, districte d'Alaska.

## Expedicions
Des d'almenys l'any 1562, els geògrafs europeus pensaven que hi havia un estret d'Anian entre Àsia i Amèrica del Nord. El 1648, Semion Dejniov probablement va passar per l'estret, però el seu informe no va arribar a Europa. El danès nascut a Rússia, el navegant Vitus Bering, va entrar-hi el 1728. El 1732, Mikhaïl Gvózdev va creuar per primera vegada, des d'Àsia fins a Amèrica. Adolf Erik Nordenskiöld, el 1878-1879, va navegar al llarg de la costa nord completa de Sibèria, la qual cosa demostra que no hi havia pont nord de la terra d'Àsia a Amèrica del Nord.
Al març de 1913, el capità Max Gottschalk (alemany) va entrar, des del cap est de Sibèria a Shishmaref, a Alaska amb trineu de gossos a través de les illes Little i Big Diomede. Va ser el primer viatger modern documentat a creuar de Rússia a Amèrica del Nord, sense l'ús de l'embarcació.
El 1987, la nedadora Lynne Cox va nedar els 4,3 quilòmetres entre les Illes Diomedes d'Alaska a la Unió Soviètica, amb una temperatura a l'aigua de 3,3 °C, durant els últims anys de la Guerra Freda.
Al juny i juliol de 1989, una expedició britànica, caiacs a través de l'Estret de Bering, va completar la primera travessia marítima amb caiac de l'Estret de Bering des Gal·les (Kiŋigin), Alaska, fins al cap de Dejniov, Sibèria. L'equip de Robert Egelstaff, Trevor Potts, Greg Barton i Pete Clark va aterrar a l'illa petita Diomedes per descansar uns dies i va acabar el viatge a Uelen. Van ser escortats a Moscou, des d'on van volar a Londres a la darrera setmana de juliol. Acompanyant els californians hi havia un equip de filmació en un umiak, un vaixell de pell de morsa tradicional de la regió; estaven filmant el documental de 1991 Curtain of Ice, dirigit per John Armstrong.
Durant la primera part de la travessia, van ser acompanyats per altres dos grups, dirigits per Doug Van Etten. També hi va haver un petit partit liderat per Jim Noyes acompanyat per un equip de filmació. La pel·lícula Cortina de Gel va ser produïda per Aggi Orse.
El 1998, l'aventurer rus Dmitry Shparo i el seu fill Matvey van fer la travessia moderna de l'Estret de Bering congelat, amb esquís.
El març de 2006, el britànic Karl Bushby i l'aventurer gal·loamericà Dimitri Kieffer van creuar l'estret de peu, caminant a través d'una secció congelada 90 km en 15 dies. Aviat van ser arrestats per no haver entrat a Rússia per un control de les fronteres.
L'agost del 2008 va marcar la primera travessia de l'estret de Bering amb un vehicle de carretera amfibi. L'especialment modificat Land Rover Defensar 110 va ser guiat per Steve Burgess i Dan Evans a través de l'estret en el seu segon intent després de la interrupció de la primera temptativa pel mal temps.
El juliol de 2012, 06:00 aventurers associats amb "Aigües perilloses", un espectacle d'aventures realitat sota la producció, va fer la travessia al mar-Doos, però van ser arrestats i se'ls permet tornar a Alaska en la seva Sea-Doos després de ser detingut breument en Lavrentiya, administratives centre del Districte Txukotski. Se'ls tracta bé i se'ls va donar un recorregut pel museu del llogaret, però no se'ls permet continuar cap al sud per la costa del Pacífic. Els homes tenien visats, no obstant això, la costa occidental de l'Estret de Bering és una zona militar tancada.
Entre el 4 i el 10 d'agost de 2013, un equip de 65 nedadors de 17 països va realitzar una travessa per relleus a través de l'estret de Bering, la primera d'aquestes característiques de la història. Van nedar des del cap Dezhnev, Rússia, fins al cap Príncep de Gal·les, Estats Units (uns 110 km, a causa del corrent). Van comptar amb el suport directe de l'armada russa, utilitzant un dels seus vaixells, i assistència amb permís.

## Proposta de connexió
Un enllaç físic entre Àsia i Amèrica del Nord a través de l'estret de Bering gairebé es va fer realitat l'any 1864 quan una companyia de telègraf rus-nord-americana va començar els preparatius per a una línia telegràfica terrestre que connectés Europa i Amèrica per l'est. Va ser abandonat quan el cable submarí de l'Atlàntic es va acabar.
Una altra proposta per a un enllaç pont i túnel des de l'est de Rússia fins a Alaska va ser feta per l'enginyer francès baró Loicq de Lobel el 1906. El tsar Nicolau II de Rússia va emetre una ordre autoritzant un sindicat franco-americà representat per de Lobel a començar a treballar en el projecte del ferrocarril transsiberià d'Alaska, però maig no es va començar cap treball físic.
S'han fet suggeriments per construir un pont de l'estret de Bering entre Alaska i Sibèria. Malgrat els reptes d'enginyeria, polítics i financers sense precedents, Rússia va donar llum verda a un projecte de túnel TKM-World Link de 65.000 milions de dòlars l'agost de 2011. Si es completa, amb 103 km, serà el túnel més llarg del món. La Xina va considerar la construcció d'una línia de ferrocarril "Xina-Rússia-Canadà-Amèrica" que inclouria la construcció d'una línia de 200 km, túnel submarí que creuaria l'estret de Bering.